# 霍莫克伯德盖
霍莫克伯德盖，是匈牙利维斯普雷姆州所辖的一个村，总面积16.15平方公里，总人口686，人口密度42.5人/平方公里（2010年1月1日）。